# Мухаммад Али (сын Фуада II)
Мухаммад Али Египетский (Араб. الأمير محمد على، أمير الصعيد ; род. 5 февраля 1979, Каир, Египет) — представитель Египетского королевского дома. Наследник главы королевского дома Египта.

## Биография
Мухаммад Али родился в Каире 5 февраля 1979 года. Он является старшим сыном Фуада II, последнего короля Египта и его бывшей жены Доминик-Фрэнс Лоэб-Пикар. Его отец получил специальное разрешение от президента Египта Анвара Садата, чтобы его сын родился в Каире. У него также есть сестра Фавзия-Латифа (род. 1982) и брат Фахруддин (род. 1987).
Мухаммад Али учился Institut Le Rosey в Швейцарии.
На данный момент он проживает в Париже и работает там в сфере недвижимости. Также он регулярно посещает Египет.

## Брак и дети
Мухаммад Али в 2012 году присутствовал на свадьбе Рудольфа Лихтенштейнского (род. 1975), внука Франца Иосифа II и турецкой бизнес-леди Тилсим Танберк в Стамбуле. Там он познакомился с Ноал Ханум, дочерью Мухаммада Дауда Паштуньр Хана. После этого они начали встречаться. О помолвке пары было объявлено 27 апреля 2013 года.
Их свадьба состоялась 30 августа 2013 года в стамбульском дворце Чираган в присутствии двух королевских семей. Также на свадьбе присутствовали многие европейские аристократы.
12 января 2017 года у пары родились близнецы: Фуад Захер и Нур Фарах.